# Friedrich Christian Seifert von Edelsheim
Friedrich Christian Seifert von Edelsheim (Hanau, 9 novembre 1669 – Hanau, 21 dicembre 1721) è stato un politico, scrittore e poeta tedesco.
Fu presidente del governo della contea di Hanau-Münzenberg nonché trisavolo dei generali austriaci Leopold Edelsheim e Ferenc Gyulay.

## Biografia
Figlio di Johann Georg Seifert von Edelsheim e di sua moglie, Elisabeth von Speckhan (1637 - 1701), Friedrich Christian fu, come suo padre prima di lui, presidente del governo della contea di Hanau-Münzenberg e consigliere segreto dell'imperatore del Sacro Romano Impero.
Fu inoltre valente scrittore, componendo canzoni e inni poetici che vennero perlopiù pubblicati dopo la sua morte. Tra questi spiccano una composizione di lode in morte di Anna Maddalena del Palatinato-Birkenfeld-Bischweiler, madre del conte Giovanni Reinardo III di Hanau-Lichtenberg, oltre ad un inno di lode in occasione del quarantaduesimo compleanno del conte Filippo Reinardo di Hanau-Münzenberg e l'orazione funebre a lui dedicata.

## Matrimonio e figli
Nel 1694 sposò Clara Elisabeth Maddalena Rau von Holzhausen (1666 - 1731), dalla quale ebbe un figlio:
- Philipp Reinhard von Edelsheim (1695 - 1771), presidente del governo della contea di Hanau-Münzenberg.